# Boujan-sur-Libron
Boujan-sur-Libron là một xã thuộc tỉnh Hérault trong vùng Occitanie ở phía nam nước Pháp. Xã này nằm ở khu vực có độ cao trung bình 72 mét trên mực nước biển. Dân số thời điểm năm 1999 là 3011 người.